# Pál Fischer
Pál Fischer (ur. 29 stycznia 1966 w Pilisszántó) – węgierski piłkarz występujący na pozycji napastnika, reprezentant kraju.

## Życiorys

### Kariera klubowa
Gdy miał dziewięć lat, jego rodzice rozwiedli się, po czym był wychowywany przez dziadków ze strony matki. W piłkę nożną na poziomie juniorskim występował w miejscowym Pilisszántó SE, skąd za sprawą Gézy Vincze przeszedł do Ferencvárosu. 21 kwietnia 1984 roku zadebiutował w NB I w przegranym 0:1 meczu z Szombathelyi Haladás. W sezonie 1988/1989 jego klub zdobył wicemistrzostwo Węgier, a Fischer do tego okresu zdobył ponad 30 goli w lidze. W tym okresie zainteresowanie zawodnikiem wykazywał Leo Beenhakker, trener AFC Ajax, który poszukiwał zastępcy za kontuzjowanego Stefana Petterssona. Wskutek tego Fischer został wypożyczony na rok do Ajaxu z opcją wykupu. W Eredivisie Węgier zadebiutował 13 września 1989 roku w wygranym 4:0 meczu z FC Den Haag, zdobywając bramkę. Gola zdobył także w następnym spotkaniu, przeciwko Vitesse, a także w swoim czwartym i piątym meczu w Eredivisie. Mimo to po powrocie Petterssona do gry Węgier otrzymywał mniej szans na grę i Ajax, który zdobył wówczas mistrzostwo kraju, nie zdecydował się wykupić zawodnika. Po zakończeniu sezonu zainteresowanie Fischerem wykazywała Roda JC, ale Fischer zdecydował się wrócić do ojczyzny. Po roku gry w Ferencvárosu i zdobyciu Pucharu Węgier zawodnik opuścił klub, odczuwając brak wsparcia zarządu i kibiców, i podpisał kontrakt z Siófoki Bányász SE. Klub planował zdobyć mistrzostwo Węgier, jednak cel ten nie został spełniony. Fischer został jednak wówczas królem strzelców ligi. Po zakończeniu sezonu zwolniono go z klubu, a jego nowym pracodawcą został Kispest-Honvéd, z którym zdobył mistrzostwo Węgier. Z uwagi na fakt, iż Fischer nie pasował do planów nowego trenera Martti Kuuseli, wrócił po zakończeniu sezonu do Siófoki Bányász. Następnie występował w Soproni LC i Vasas SC. W 1997 roku podpisał dwuletni kontrakt z NK Osijek. Z uwagi na niewypłacalność klubu Fischer pozwał Osijek, który cofnął jego licencję na grę i odsunął od składu. W 1998 roku FIFA przyznała Węgrowi rację, jednak z uwagi na zaległości treningowe nie zagrał już nigdy na najwyższym poziomie rozgrywek. Karierę zakończył w 2003 roku. Ogółem zdobył sto goli w NB I.

### Kariera reprezentacyjna
15 listopada 1988 roku zadebiutował w reprezentacji w przegranym 0:3 spotkaniu towarzyskim z Grecją. Fischer występował w reprezentacji w ramach eliminacji do Mistrzostw Świata 1990 i Mistrzostw Europy 1992. Piłkarz wystąpił w 19 meczach, nie zdobywając żadnej bramki. Ostatnim jego meczem w reprezentacji był występ 16 sierpnia 1992 przeciwko Ukrainie, wygrany 2:1.

## Statystyki ligowe
| Sezon         | Klub                  | Liga       | Mecze | Gole |
| ------------- | --------------------- | ---------- | ----- | ---- |
| 1983/1984     | Ferencvárosi TC       | NB I       | 2     | 0    |
| 1984/1985     | Ferencvárosi TC       | NB I       | 10    | 2    |
| 1985/1986     | Ferencvárosi TC       | NB I       | 14    | 0    |
| 1986/1987     | Ferencvárosi TC       | NB I       | 19    | 7    |
| 1987/1988     | Ferencvárosi TC       | NB I       | 25    | 15   |
| 1988/1989     | Ferencvárosi TC       | NB I       | 27    | 13   |
| 1989/1990     | AFC Ajax              | Eredivisie | 15    | 7    |
| 1990/1991     | Ferencvárosi TC       | NB I       | 23    | 12   |
| 1991/1992     | Siófoki Bányász SE    | NB I       | 30    | 16   |
| 1992/1993     | Kispest-Honvéd FC     | NB I       | 23    | 5    |
| 1993/1994     | Siófoki Bányász FC    | NB I       | 22    | 8    |
| 1994/1995 (j) | EMDSZ-Soproni LC      | NB I       | 15    | 5    |
| 1994/1995 (w) | Vasas Casino Vígadó   | NB I       | 8     | 1    |
| 1995/1996     | Vasas Casino Vígadó   | NB I       | 22    | 9    |
| 1996/1997     | Vasas Danubius Hotels | NB I       | 31    | 7    |
| 1997/1998     | NK Osijek             | Prva HNL   | 11    | 4    |
| 1998/1999     | BKV Előre SC          | NB II      | ?     | ?    |
| 1999/2000     | III. Kerület FC       | NB I/B     | 16    | 4    |